# Kari Wuhrer
Pour les articles homonymes, voir Wuhrer.
Kari Wührer,  née le 28 avril 1967 à Brookfield  (Connecticut, États-Unis), est une actrice américaine.
Elle est parfois créditée au générique sous les noms : Kari Wuhrer Salin / Kari Salin / Kari Salin-Wuhrer.

## Biographie
Kari a commencé à étudier la comédie à l’âge de 13 ans, puis est partie pour New York pour passer des auditions. Elle a joué à ses débuts dans des publicités ainsi qu’au théâtre.
Elle s’est enfuie de chez elle étant adolescente pour aller chanter dans les bars. Elle a étudié les arts dramatiques à l’université de New York et à la Royal Academy of Dramatic Arts à Londres.

Après avoir joué dans une multitude de séries entre 1990 et 1997, de Mariés, deux enfants à Beverly Hills - mais également des longs-métrages passés relativement inaperçus, elle est choisie pour intégrer le casting de la série de science-fiction Sliders : Les Mondes parallèles. Elle prête ses traits au capitaine Maggie Beckett dans les neuf derniers épisodes de la troisième saison, et intègre le casting régulier dès la saison suivante, suppléant au départ de John Rhys-Davies, interprète du personnage du Professeur Maximilian Arturo.

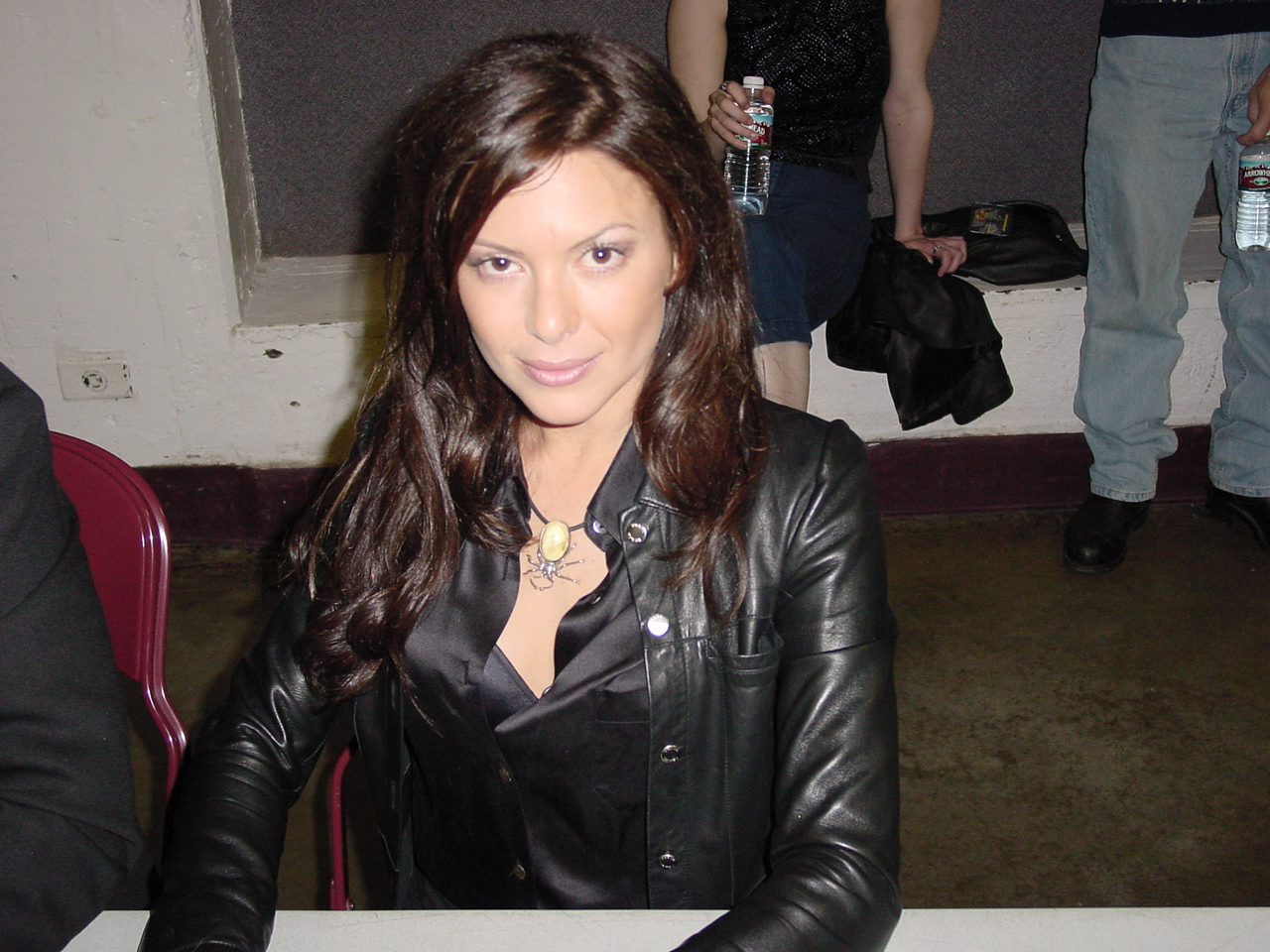
L'actrice en mai 2002, à une convention de fans.

La série s'arrête soudainement au début de l'année 2000, après d'autres changements de distribution et d'orientation créative. Parallèlement, l'actrice a continué à jouer au cinéma - dans la comédie The Undertaker's Wedding et le film d'action Anaconda (1997) ou les romances pour ados D'amour et de courage et Une fiancée pour deux (1998), qui ne rencontrent pas un grand succès. A la fin de Sliders, elle joue la militaire Tanya dans les cinématiques du jeu vidéo Alerte Rouge 2 et enchaîne les projets de seconde zone, dont certains sortent directement en vidéo, dont des films érotiques. On la voit notamment dans un polar érotique Sex Attraction de Jim Wynorski.
En 2005, elle finit par revenir à la télévision : après une dizaine d'épisodes du soap opera Hôpital Central, elle participe à un épisode des Experts : Miami (2006), Stargate : Atlantis (2008), trois de Lincoln Heights (2007-2008), de Leverage (2010). Il s'agit de sa dernière apparition télévisuelle avant un bout de temps. Elle se spécialise en effet dans le doublage de séries d'animation et de jeux vidéo.
Elle revient dans un premier temps à l'écran que pour deux téléfilms fantastiques de série Z : en 2012 dans Alien Tornado et en 2014 dans Sharknado 2.
On[Qui ?] la revoit dans un téléfilm en 2018 L'inquiétant fiancé de ma fille. Depuis, elle semble avoir mis un terme à sa carrière.

## Autres
- Ses parents sont Andrew, un ancien policier devenu vendeur de voitures, et Karin, comptable.
- Elle est mariée au producteur James Scura.
- Elle a un fils Enzo, né en janvier 2004, une fille Evangeline Lotus, née le 27 mars 2006 et une autre fille, Echo Luna, née le 8 septembre 2008.

## Filmographie

### Cinéma
- 1986 : Le feu par le feu (Fire with fire) : Gloria (autre titre : Captive Hearts)
- 1990 : Les Aventures de Ford Fairlane (The Adventures of Ford Fairlane) : Melodi
- 1991 : Dar l'invincible 2 : La Porte du temps (Beastmaster 2: Through the Portal of Time) : Jackie Trent
- 1994 : The postgraduate : Janet Decue (court-métrage)
- 1994 : Descente aux enferts  (Boulevard) : Jennefer
- 1994 : Sensations (Sensation) : Lila Reed
- 1995 : Fièvre à Columbus University (Higher Learning) : Claudia (en tant que Kari Salin)
- 1995 : Sex & the Other Man : Jessica Hill
- 1996 : Beyond Desire : Rita
- 1996 : Crossing Guard : Mia
- 1996 : La Disparition de Kevin Johnson (The Disappearance of Kevin Johnson) : Kristi Wilson
- 1996 : Police future (Terminal Justice : Pamela Travis (en tant que Kari Salin ; autre titre : Cybertech)
- 1996 : La Peau sur les os (Thinner d'après Stephen King) : Gina Lempke
- 1996 : Aux portes de l'enfer  (An Occasional Hell): Jeri Gillen
- 1997 : Rouge sang (Red-Blooded American Girl II) : Miya (en tant que Kari Salin)
- 1997 : Anaconda, le prédateur (Anaconda): Denise Kalberg
- 1998 : J'ai épousé un tueur (The Undertaker's Wedding) : Maria
- 1998 : D'amour et de courage (Touch Me) : Margot
- 1998 : Une fiancée pour deux (Kissing a Fool) : Dara
- 1998 : Ivory Tower : Karen Clay
- 1998 : Arnaque, le dernier pari (Phoenix) : Katie Shuster
- 1999 : Kate's Addiction : Kate McGrath (autre titre : Circle of Deception)
- 1999 : Vivid : Billie Reynolds (en tant que Kari Salin ; autre titre : Luscious)
- 2000 : Fatal Conflict : Sasha Burns (autre titre : The Prey)
- 2000 : Sand (en) : Sandy (autre titre : Sandstorm)
- 2000 : G-Men from Hell : Marete Morrisey
- 2001 : Sex Attraction (The Neighbor's Wife) : Ann Stewart/Anna Johnson  (autre titre : Poison)
- 2001 : The Medicine Show : Gwendolyn
- 2002 : Dérangée (The Rose Technique) : Kristi
- 2002 : Do It for Uncle Manny : Jenny
- 2002 : Les Agents doubles (Angels Don't Sleep Here) : Dr. April Williams
- 2002 : Revenge : Jessica Tarrant
- 2002 : Killer Love : Danielle (autre titre : Dark Labyrinth)
- 2002 : Arac Attack, les monstres à 8 pattes (Eight Legged Freaks) : Sheriff Samantha Parker
- 2002 : Spider's Web (en) : Lauren Bishop
- 2003 : Death of a Dynasty : femme sexy #2
- 2003 : Final Examination : Julie Seska (Vidéo)
- 2003 : King of the Ants : Susan Gatley
- 2003 : Hitcher 2 (The Hitcher II: I've Been Waiting) : Maggie
- 2004 : Berserker (en) : Anya/Brunhilda
- 2005 : Hellraiser: Deader (Hellraiser: Deader) : Amy Klein
- 2005 : The Prophecy: Uprising : Allison
- 2005 : The Prophecy: Forsaken : Allison
- 2007 : États de choc (The Air I Breathe) : Correspondent
- 2010 : La Ligue des justiciers : Conflit sur les deux Terres (Justice League: Crisis on Two Earths) : Voix  (Vidéo)
- 2010 : A fork in the road : Deputy
- 2014 : The Marvel experience : voix
- 2015 : Batman Unlimited : Monstrueuse Pagaille (Batman Unlimited: Monster Mayhem) : Voix (vidéo)
- 2015 : Secrets of a Psychopath : Catherine
- 2017 : Vixen (vidéo) : voix
- 2018 : Batman: Gotham by Gaslight : Voix

### Télévision
- 1991-1993 : Swamp Thing: La série : Abigail (9 épisodes)
- 1991 : Mariés, deux enfants (Married with Children) : Joanie (2 épisodes)
- 1991-1992 : La créature du marais (Swamp thing) 10 épisodes : Abigail
- 1992 : Enquêtes à Palm Springs  (P.S. I Luv U)    épisode Double vie (The Chameleon) : Jennifer
- 1993 : Promo 96 (Class of '96 série télévisée) : Robin Farr (17 épisodes)
- 1994-1995 : Beverly Hills : Ariel Hunter (3 épisodes)
- 1995 : The Marshal épisode The Great train robbery : Sherry Prairie
- 1997 : Flic de mon coeur (The Big easy)  épisode (Don't Shoot the Piano Player) : Gina Forte
- 1997 : Nash Bridges  épisode Trou de mémoire (Blackout) : C.J.
- 1997-2000 : Sliders : Les Mondes parallèles (Sliders série télévisée) : Capt. Maggie Beckett (principale saison 3 à 5 - 49 épisodes)
- 1998 : Faits l'un pour l'autre (To Have & to Hold - série télévisée) : Paula (2 épisodes ; autre titre : Les Frères McGrail)
- 2000 : La voix du succès (Out of Sync) : Sunni
- 2000 : Kiss Tomorrow Goodbye (téléfilm) : Darcy Davis (autre titre : Un réveil troublant)
- 2002 : Les Experts (CSI: Crime Scene Investigation) épisode La mort dans tous ses états (Cross-Juridictions) : Tiffany Langer
- 2005 : Roman noir (Mystery Woman) épisode Photos de famille (Snapshot) : Fawn
- 2005 : Hôpital central (General Hospital série télévisée) - 9 épisodes : Reese Marshall (Charlotte Roberts)
- 2006 : Les Experts : Miami (CSI: Miami) épisode Trop beaux pour mourir (It looks could kill) : Janet Sterling
- 2007-2008 : Retour à Lincoln Heights ( Lincoln Heights) 3 épisodes : Kimberly Lund
- 2008 : Stargate Atlantis  saison 4, épisode 15 : Banni (Outcast) : Nancy Sheppard
- 2010 : Leverage : Miranda Miles (saison 3, épisode 2 : Le Coup des anciens élèves (The Reunion Job) en VO)
- 2012 - Alien Tornado : Téléfilm Américain de Jeff Burr avec Kari Wuhrer (Science-fiction) : Gail Curtis
- 2010-2012 : Avengers : L'Équipe des super héros (The Avengers: Earth's Mightiest Heroes) 8 épisodes : voix
- 2014 : Sharknado 2: The Second One : Téléfilm Américain : Ellen Brody
- 2015 : Vixen : Patty McCabe (Voix)
- 2018 : L'inquiétant fiancé de ma fille (fiancé killer) : Téléfilm Américain : Nicole

### Jeux vidéo
- 2000 : Command and Conquer : Alerte rouge 2 (Command and Conquer : Red alert 2) : Agent spécial Tanya Adams
- 2001 : Command and Conquer : Alerte rouge 2 - La Revanche de Yuri (Command and Conquer : Yuri's revenge) : : Agent spécial Tanya Adams
- 2013 : Marvel Heroes : voix
- 2015 : Disney Infinity 3.0 : voix